# Al-Maṣīr
Al-massir (anglès: The Destiny; àrab: المصير, Al-maṣīr) és una pel·lícula franco-egípcia de 1997 dirigida per Youssef Chahine. Es va presentar fora de competició en el 50è Festival Internacional de Cinema de Canes. La pel·lícula va ser seleccionada entre les candidates egípcies a l'Oscar a la Millor Pel·lícula de Llengua Estrangera als Premis Oscar de 1997, però no va ser triada.

## Argument
La pel·lícula tracta sobre Averrois, un metge i filòsof andalusí del segle xii conegut pels seus comentaris sobre Aristòtil. El protagonista, Averrois, va néixer a la Còrdova islàmica en 1126 i va morir a Marràqueix en 1198. Va ser un eminent filòsof i metge andalusí, mestre de filosofia i llei islàmica, matemàtiques, astronomia i medicina.

## Repartiment
- Nour El-Sherif com Averrois.
- Laila Elwi com Manuella.
- Mahmoud Hemida com Al Mansour.
- Safia El Emari com l'esposa de Averrois.
- Mohamed Mounir com El Bard.
- Khaled El Nabawy com Nasser, el Príncep.
- Rogena com Salma
- Seif El Dine com el germà d'Al Mansour.
- Abdalla Mahmoud com Borhan
- Ahmed Fouad Selim com Cheikh Riad
- Magdi Idris com a Emir de la Secta
- Ahmed Moukhtar com a Bard
- Sherifa Maher com a mare de Manuella.
- Rayek Azzab com El Razi.
- Hassan El Adl com Gaafar.
- Hani Salama com Abdalla.
- Faris Rahoma com Youssef.
- Ingi Abaza com Sarah.